# Mount Shaugh Conservation Park
Mount Shaugh Conservation Park är en park i Australien. Den ligger i delstaten South Australia, omkring 230 kilometer sydost om delstatshuvudstaden Adelaide.
Trakten runt Mount Shaugh Conservation Park är nära nog obefolkad, med mindre än två invånare per kvadratkilometer..
Omgivningarna runt Mount Shaugh Conservation Park är i huvudsak ett öppet busklandskap. Genomsnittlig årsnederbörd är 422 millimeter. Den regnigaste månaden är juni, med i genomsnitt 68 mm nederbörd, och den torraste är december, med 11 mm nederbörd.